# Ole Bremseth
Ole Bremseth (* 2. Januar 1961) ist ein ehemaliger norwegischer Skispringer. Sein größter Erfolg war der Gewinn der Goldmedaille im Mannschaftswettbewerb der Nordischen Skiweltmeisterschaften 1982 in Oslo.

## Werdegang
Bremseth, der für den Verein Hokksund IL startete, gab sein internationales Debüt am 30. Dezember 1979 beim ersten Springen des neugeschaffenen Skisprung-Weltcup in Oberstdorf. Jedoch konnte er weder in diesem Springen noch in den anderen drei der Vierschanzentournee 1979/80 eine vordere Platzierung erreichen. Nach einem Jahr Pause kam Bremseth im Februar 1981 in Sapporo zurück in den Weltcup und überzeugte auf Anhieb als Zweiter hinter Armin Kogler mit seinem ersten Podestplatz. Auch im zweiten Springen erreichte er diese Position, diesmal hinter Hans Wallner. Es blieb jedoch für ein Jahr seine letzte Podestplatzierung.
Bei den Nordischen Skiweltmeisterschaften 1982 in Oslo gewann Bremseth Bronze im Einzel von der Normalschanze und holte gemeinsam mit Johan Sætre, Per Bergerud und Olav Hansson Gold im Teamspringen von der Großschanze. Im März 1982 gewann Bremseth alle Springen, ausgenommen der Skiflug-Wettbewerbe in Planica. Am Ende erreichte er Platz fünf im Gesamtweltcup.
In der Saison 1982/83 konnte er an die Leistung nicht mehr anknüpfen und wurde bei seiner Teilnahme an der Vierschanzentournee Neunter. Er zog sich daher im März 1983 vorerst aus dem Weltcup zurück. Im Januar 1986 kam Bremseth in Oberwiesenthal noch einmal zu einem Weltcup-Start. Mit einem neunten Platz verabschiedete er sich endgültig aus dem Profisport.

## Erfolge

### Weltcupsiege im Einzel
| Nr. | Datum         | Ort           | Typ           |
| --- | ------------- | ------------- | ------------- |
| 1.  | 4. März 1982  | Lahti         | Normalschanze |
| 2.  | 7. März 1982  | Lahti         | Großschanze   |
| 3.  | 19. März 1982 | Štrbské Pleso | Normalschanze |
| 4.  | 20. März 1982 | Štrbské Pleso | Großschanze   |
| 5.  | 27. März 1982 | Planica       | Normalschanze |
| 6.  | 28. März 1982 | Planica       | Großschanze   |

### Weltcup-Platzierungen
| Saison  | Platz | Punkte |
| ------- | ----- | ------ |
| 1980/81 | 12.   | 082    |
| 1981/82 | 05.   | 136    |
| 1982/83 | 08.   | 099    |
| 1985/86 | 55.   | 007    |

### Schanzenrekorde
| Ort  | Land     | Weite               | aufgestellt am | Rekord bis    |
| ---- | -------- | ------------------- | -------------- | ------------- |
| Oslo | Norwegen | 108,5 m (HS: 134 m) | 1980           | 15. März 1981 |